# Diego Mariño
Pour les articles homonymes, voir Mariño.
Diego Mariño Villar est un footballeur espagnol né le 9 mai 1990 à Vigo. Il évolue au poste de gardien de but à l'UD Almería.

## Palmarès
- Vainqueur du Championnat d'Europe espoirs en 2011 et 2013